# Liste der Naturdenkmäler in Freudenberg (Siegerland)
Die Liste der Naturdenkmäler in Freudenberg (Siegerland) nennt die Naturdenkmäler in Freudenberg im Kreis Siegen-Wittgenstein in Nordrhein-Westfalen.

## Naturdenkmale
| Nummer | Bezeichnung                       | Gemarkung      | Lage                                                   | Bemerkung | Bild           |
| ------ | --------------------------------- | -------------- | ------------------------------------------------------ | --- | -------------- |
| ND 1   | Stieleiche                        | Büschergrund   | Nordwestlich Büschergrund                              | Einzelbaum |                |
| ND 2   | Felsanschnitt an der Hühnertränke | Büschergrund   | Nördlich Büschergrund                                  | Felsenböschung an der L 512. Größe 0,2 ha. Geologie: Unterdevon, Mittlere Siegen-Schichten, gute Ausbildung eines geflaserten Gesteinsverbandes, Flaserung in Richtung der Schieferung eingeregelt.                                                                            |                |
| ND 3   | 2 Winterlinden                    | Bühl           | Nördlich Bühl                                          | Baumgruppe |                |
| ND 4   | Bäreneiche                        |                | Südöstlich Oberholzklau. 50° 55′ 16″ N, 7° 56′ 40,1″ O | Einzelbaum | weitere Bilder |
| ND 5   | Stieleiche                        | Niederholzklau | Östlich Niederholzklau                                 | Einzelbaum |                |
| ND 6   | ehemaliger Steinbruch Anstoß      | Bottenberg     | Nordwestlich Bottenberg                                | Felswände eines ehemaligen Steinbruches. Größe 0,1 ha. Geologie: Unterdevon, Mittlere Siegen-Schichten, Gosenbach-Schichten mit hervorragend ausgebildeten Strömungs- und Wellenrippeln auf den Schichtflächen.                                                                |                |
| ND 7   | Steinbruch Titt                   | Lindenberg     | Südöstlich Lindenberg                                  | Felswände eines ehemaligen Steinbruches an der L 562. Größe 0,4 ha. Geologie: Unterdevon, Obere Siegen-Schichten, Übergangsbereich von den Uebach-Schichten zu den Klafeld-Schichten, hervorragende, großräumige Einblickmöglichkeit in die Ausbildung des Übergangsbereiches. |                |
| ND 8   | Rotbuche                          |                | Östlich Oberstöcken                                    | Einzelbaum |                |
| ND 9   | Steinbruch Asdorfer Straße        | Freudenberg    | Südlich Freudenberg                                    | Gesteinsformationen an einer Straßenböschung und Felswände eines ehemaligen Steinbruches an der L 512. Größe 0,2 ha. Geologie: Unterdevon, Mittlere Siegen-Schichten, Typuslokalität der Freudenberger Schichten.                                                              |                |
| ND 10  | Felsböschung Asdorfer Straße      | Freudenberg    | Südlich Freudenberg                                    | Felsanschnitt an der L 512 Freudenberg-Kirchen am Asdorfer Weiher. Größe 0,3 ha. Geologie: Unterdevon, Mittlere Siegen-Schichten, Übergangsbereich von den Freudenberger Schichten zu den Gosenbach-Schichten, Gebirgsfaltung.                                                 |                |
| ND 11  | Rotbuche                          |                | Nördlich Oberasdorf                                    | Einzelbaum |                |
| ND 12  | Stieleiche                        | Dirlenbach     | Nördlich Dirlenbach                                    | Einzelbaum |                |
| ND 13  | Stieleiche                        | Dirlenbach     | Nördlich Dirlenbach                                    | Einzelbaum |                |
| ND 14  | Stieleiche                        | Dirlenbach     | Nördlich Dirlenbach                                    | Einzelbaum |                |
| ND 15  | 3 Stieleichen „Im Bruch“          | Dirlenbach     | Nördlich Dirlenbach                                    | Baumgruppe |                |
| ND 16  | Steinbruch Quateln Hardt          | Oberfischbach  | Östlich Oberfischbach                                  | Felswände eines ehemaligen Steinbruches. Größe 0,1 ha. Geologie: Unterdevon, Obere Siegen-Schichten, Übergangsbereich von den Uebach-Schichten zu den Klafeld-Schichten mit für die Grenzziehung wichtiger „Grenzsandsteinbank“.                                               |                |
| ND 17  | Felsnase Niederndorf              | Niederndorf    | Südlich Niederndorf                                    | Klippen am Weg und im Hang. Größe 0,1 ha. Geologie: Unterdevon, Obere Siegen-Schichten, Niederndorf-Schichten, gute Einblickmöglichkeit in den Schichtenaufbau. |                |
| 6      | 1 Linde                           | Büschergrund   | Olper Str. 23                                          | |                |
| 9      | 2 Linden                          | Freudenberg    | Bahnhofstr. 45                                         | |                |
| 11     | 1 Buche (Trauerbuche)             | Freudenberg    | auf dem Friedhof (Familiengrab Krämer)                 | |                |
| 12     | 1 Linde                           | Freudenberg    | Krottorfer Str. 46                                     | |                |
| 13     | 1 Walnuss                         | Freudenberg    | Färberstraße                                           | |                |
| 14     | 1 Hainbuche                       | Freudenberg    | Burgstr. 7, neben Polizei / Rathaus                    | |                |
| 15     | 1 Eiche                           | Heisberg       | Heisberger Str. 75                                     | |                |
| 16     | 1 Eiche (Kaisereiche)             | Lindenberg     | Im Klef 1, am Dorfteich                                | |                |
| 17     | 7 Eichen                          | Mausbach       | Mausbacher Str. 71                                     | |                |